# 群言出版社
群言出版社是中华人民共和国的一家出版社，成立于1989年，社址位于北京市，由中国民主同盟中央委员会主管主办。